# Lambda Andromedae
Lambda d'Andromède
Désignations
Lambda Andromedae (λ And, λ Andromedae) est une étoile binaire de la constellation d'Andromède. Elle est à environ 84,2 années-lumière de la Terre.
Lambda Andromedae est une binaire spectroscopique avec une période orbitale de 20,52 jours. Elle est classée comme géante ou sous-géante jaune de type G8 avec une magnitude apparente moyenne de +3,81. Le système binaire est une variable de type RS Canum Venaticorum et sa luminosité varie entre les magnitudes +3,69 et +3,97 sur une période de 54,2 jours.